# Bibliothèque départementale de La Réunion
La Bibliothèque départementale de La Réunion (BdR) est une bibliothèque patrimoniale de l'île de La Réunion, département d'outre-mer français dans le sud-ouest de l'océan Indien. Établie le 1er juin 1855 consécutivement à un vote du conseil général de La Réunion et conformément au vœu exprimé par le gouverneur Louis Henri Hubert-Delisle, il s'agit de la plus ancienne bibliothèque publique de ce territoire, où elle est attributaire du dépôt légal dès 1858. Fin 1855, on commence à lui attribuer le nom de Bibliothèque coloniale, dénomination qui demeurera jusqu'à la départementalisation en 1946. Ses collections, qui comptent plus de 250 000 documents accessibles au public disposés sur près de 3 km de rayonnage, sont conservées à l'angle des rues Roland Garros et Jean Chatel à Saint-Denis, le chef-lieu, dans un bâtiment dont la construction débute en 1938. Elle s'est spécialisée sur le patrimoine imprimé régional (La Réunion et les îles du sud ouest de l'océan Indien) depuis 2004.

## Histoire

### Bibliothèque coloniale

#### Bibliothèques préexistantes
Il y avait déjà deux bibliothèques dans la colonies bien avant 1855 : la plus ancienne se trouvait au Gouvernement (la préfecture actuelle), l'autre, créée en 1833, se trouvait au jardin colonial (aujourd'hui jardin de l'Etat) dans le local destiné au séance du conseil privé devenu depuis le Muséum d'histoire naturelle. C'est ainsi qu'on lit dans les Notices statistiques sur les Colonies françaises, publiées par ordre du ministère de la Marine en 1838, au sujet de la Bibliothèque du conseil privé :  
"Il y a à Saint-Denis une Bibliothèque qui est placée dans le local destiné aux séances du conseil privé. Dés que les livres seront en assez grand nombres pour être confiés aux soins d'un Bibliothécaire, la Bibliothèque sera ouverte tous les jours au public..." 
En 1850, cette bibliothèque ouvre ses portes au public, mais ne subsistera que bien peu de temps. Dans un rapport qu'il présente le 2 mars 1860 lors de la première séance du "Comité d'inspection de la Bibliothèque coloniale", le premier bibliothécaire colonial, Jules Codine, dresse un rapide historique de l'échec de ce projet : 
"La réalisation de ce projet ne fut retardée qu'un instant par les événements de 1848. En 1850, la Bibliothèque du conseil Colonial fut ouverte au public. Malheureusement le manque de surveillance, l'absence de règlement et surtout le prêt des livres sans autres garantie que le reçu que l'on se faisait délivrer furent pour cette Bibliothèque une cause de pertes assez notables. On fut dans la nécessité d'en mettre les restes dans des caisses et de les déposer au magasin général où les rats, les insectes et l'humidité aidant, les livres furent considérablement détériorés" 

#### Une volonté du gouverneur Louis Henri Hubert-Delisle

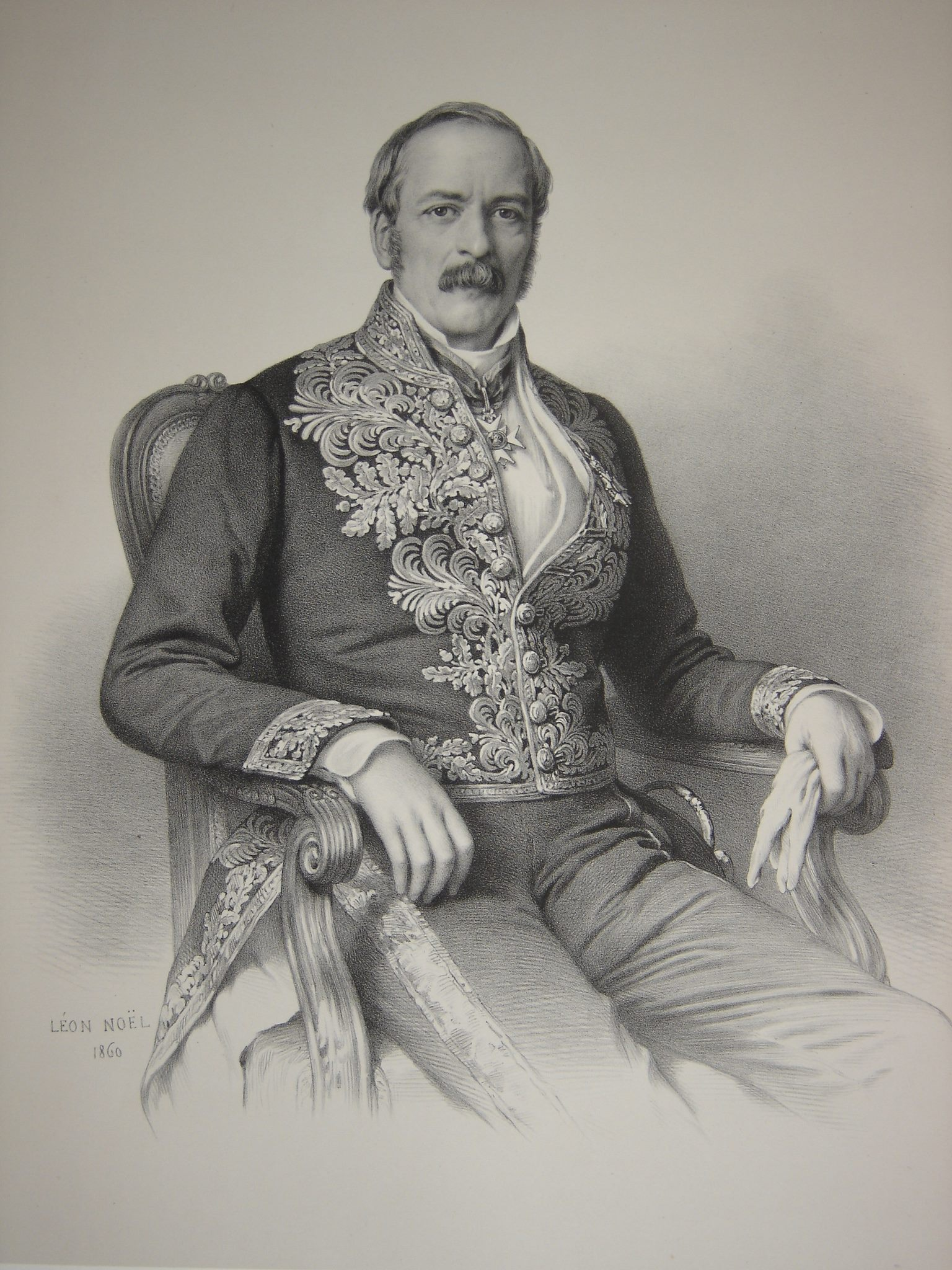
Portrait de Louis Henri Hubert-Delisle par Alphonse-Léon Noël en 1860

Le 12 mai 1855, lors d'un discours prononcé devant le Conseil général, Louis Henri Hubert-Delisle, le premier gouverneur créole, évoque son souhait de voir la colonie se doter d'une bibliothèque publique. Il s'exprime en ces termes :
"Me plaçant au point de vue de la nécessité de donner à l'esprit de la jeunesse créole, le développement qu'il comporte, j'ai voulu faire quelques fondations dont nous étions privés : un cabinet d'histoire naturelle qui doit initier aux questions de la plus haute importance et de l'application la plus usuelle; une bibliothèque dont la fondation seule est un progrès, et où toutes les intelligences adonnées à la science, aux lettres, même aux métiers, pourront venir y puiser les éléments d'instructions qui font défaut dans une île jetée au milieu de l'océan indien." 
Cette volonté est suivie des faits et, lors de la session ordinaire du 1er juin 1855, le Conseil général fonde la bibliothèque en lui octroyant par un vote un premier budget de 6 000 francs. Ce budget destiné à l'achat de livres sera reconduit chaque année avant d'être réduit de moitié en 1860 pour tomber à 500 francs en 1863. En ce qui concerne le personnel la commission précise ceci :
"La commission estime qu'au début un bibliothécaire au traitement de 3 000 francs et un garçon de salle à 600 fr. suffiront. Elle recommande à l'administration la prompte réalisation de ce projet. M. le Directeur de l'Intérieur fait observer que, si un commis n'est pas indispensable au début, il deviendra nécessaire de pourvoir ultérieurement à cet emploi."
Néanmoins, cette question du budget de la Bibliothèque resurgit dès le 6 décembre 1855, lors d'une session extraordinaire du conseil général. C'est aussi à cette occasion que l'appellation bibliothèque coloniale apparaît pour la première fois : 
"Un membre, sans vouloir contester l'utilité d'une bibliothèque publique, fait observer que la ville de St-Denis seule en profitera, et que c'est à elle, par conséquent, à en supporter les frais. Il propose le rejet de cette allocation.
Deux membres font observer qu'il ne s'agit pas d'une bibliothèque communale, mais bien d'une bibliothèque coloniale, que cet établissement a un caractère d'utilité générale qui ne saurait être sérieusement contesté; s'il est vrai que la ville de St-Denis en profite plus immédiatement que les autres communes, aussi fournit-elle le local de la bibliothèque.

M. le Directeur de l'Int. soutient également que la bibliothèque est un établissement d'utilité générale qui est à la disposition de tous les habitants de la Colonie, et qui doit par conséquent rester à la charge du trésor colonial; il en est de même des bibliothèques départementales qui existent dans la Métropole."

#### Fondation de la bibliothèque
La bibliothèque se forme autour d'un noyau de 4 500 volumes provenant de la collection du conseil privé du gouverneur et de la Bibliothèque du conseil colonial : 
" L'Administration réalisant les vœux de la métropole et des conseils Coloniaux réunit les deux dépôts créés sous cette double impulsion, savoir: une partie de la Bibliothèque du conseil privé et ce qui restait de la Bibliothèque du conseil Colonial, le tout formant un noyau de quatre mille cinq cents volumes."
Ces livres sont réunis et transférés au centre ville de Saint-Denis dans la maison de Candide Azema (1785-1852), ancien maire de la ville, au 56 de l'actuelle rue Alexis de Villeneuve.
C'est à cet emplacement que le gouverneur Louis Henri Hubert-Delisle et le maire de Saint-Denis, Jean-Baptiste Gibert des Molières (1816-1873), inaugurent conjointement la bibliothèque dont la direction est confiée à Jules Codine (1817-1894).
En 1860, les collections sont déplacées à l'hôtel de ville de Saint-Denis où la bibliothèque occupe, à l'étage, deux grandes salles et une plus petite dans l'aile Nord .

#### Bâtiment dédié

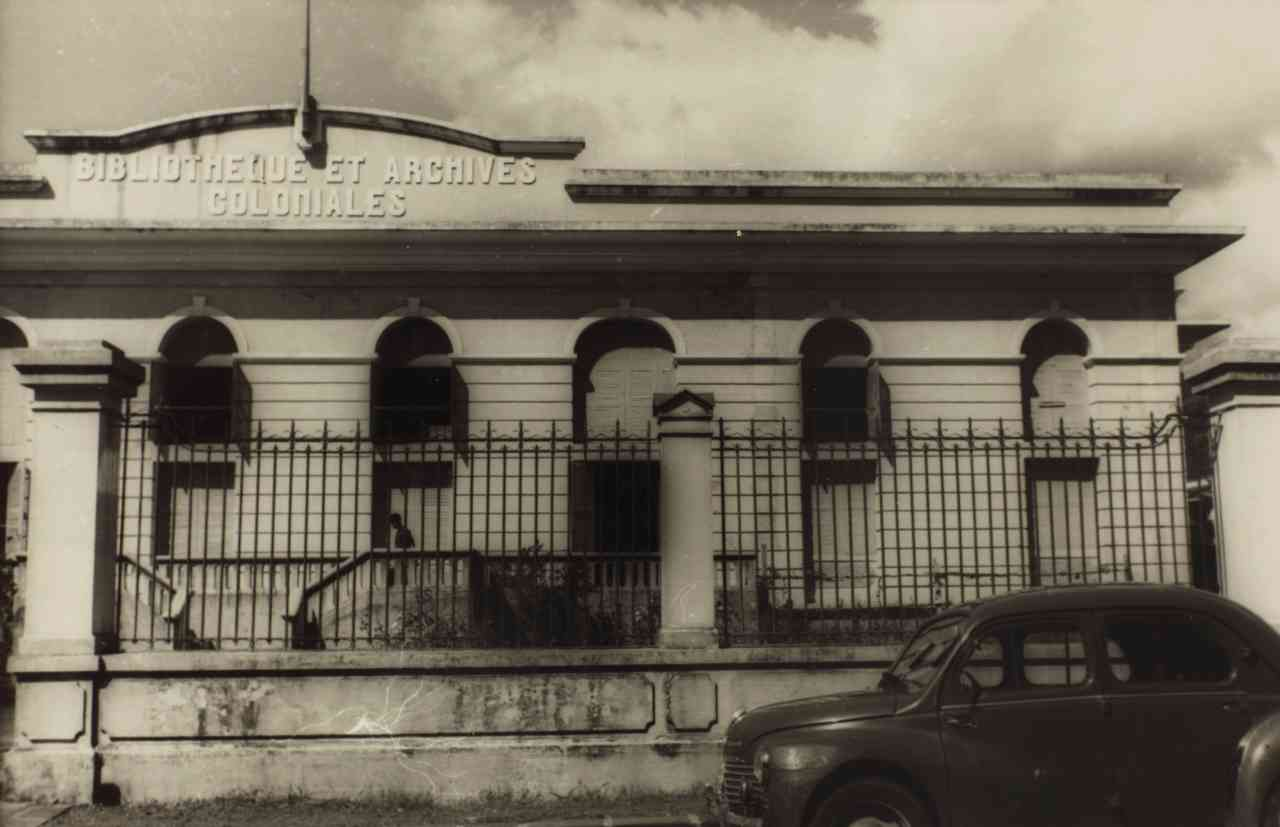
Bibliothèque et archives coloniales de La Réunion dans les années 1940

A la fin de l'année 1937, le Conseil Général décide de réunir dans un bâtiment spécialement conçu à cet effet, les livres de la bibliothèque colonial et les archives. La réalisation des plans et la surveillance des travaux sont confiées à l'ingénieur communal Antoine Telmard. Celui-ci imagine un bâtiment en U d'une surface au sol de 531 m² comprenant un corps principal et deux ailes symétriques. Une galerie intérieure, placée à mi-hauteur, fait le tour de tout le bâtiment. Cet intérieur n'étant pas sans rappeler celui du Muséum d'histoire naturelle de La Réunion, ancien Palais législatif, dont il est inspiré. De larges baies éclairent le rez-de-chaussée et la galerie. Les services de la bibliothèque et des archives disposeront chacun d'une moitié du bâtiment et pourront travailler de manière autonome. L'édifice sera érigé aux angles des rues Roland-Garros et Jean-Chatel.

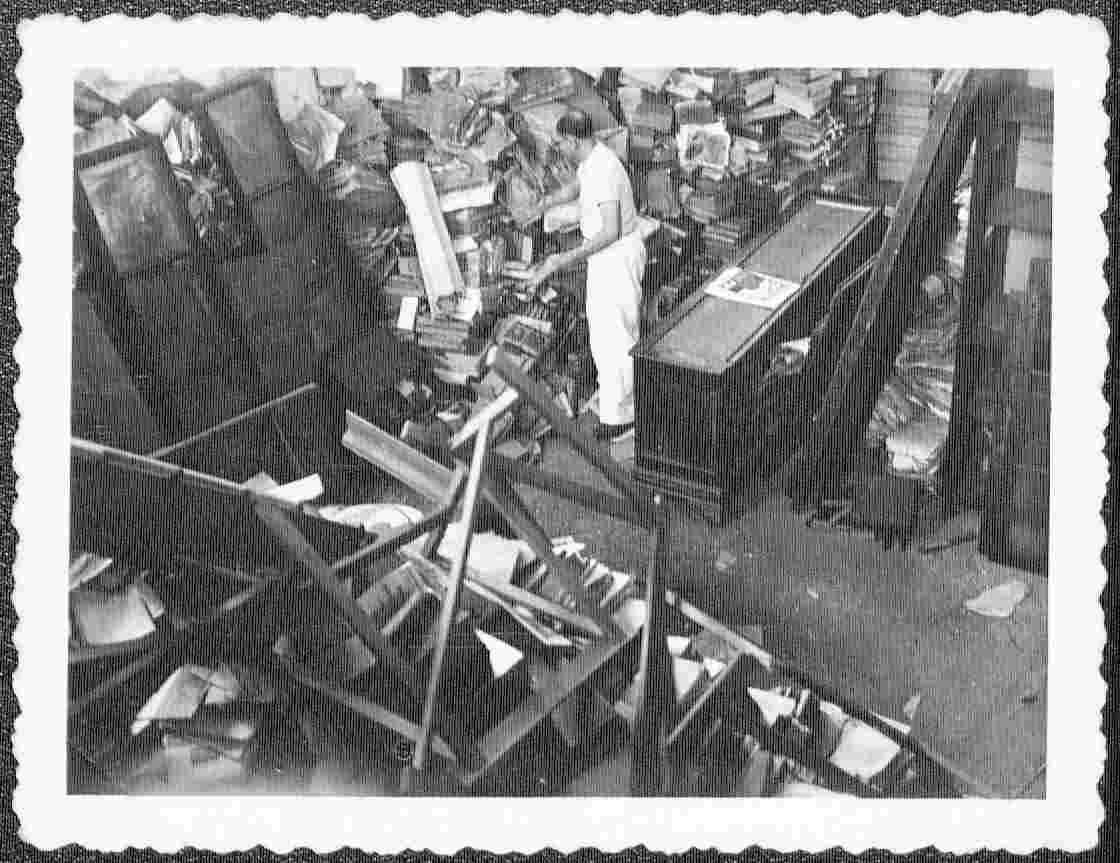
Transport des archives coloniales dans les nouveaux locaux rue Roland Garros en 1939

Cependant, de nombreux incidents vont retarder la livraison du bâtiment. Aux inévitables retards de construction, s'ajoutent les modifications demandées par Eugène Massinot, le nouveau conservateur désigné en avril 1938 par le gouverneur Léon Truitard. Massinot dirige à la fois les archives et la bibliothèque coloniale. Le chantier souffre de sérieuses difficultés financières et par conséquent son achèvement s'étend sur plusieurs années. Néanmoins dès octobre 1939, l'aménagement des archives commence dans des conditions déplorables à l'intérieur d'une salle dénuée de rayonnages. En 1952, date à laquelle est nommée le premier archiviste paléographe, Yves Pérotin, l'aménagement intérieur de la seconde aile n'est toujours pas achevé, si bien que le bâtiment ne sera jamais inauguré.

### Bibliothèque départementale de La Réunion (BdR)

#### Départementalisation
Avec la départementalisation de l'île de La Réunion en 1946, la Bibliothèque coloniale prend le nom de Bibliothèque départementale. Les services des archives, de la bibliothèque et du Musée Léon-Dierx se séparent. La toute jeune Bibliothèque départementale y perd tout son fonds local, une collection prestigieuse de 4 000 volumes qui est donnée aux archives départementales. La bibliothèque vivote alors avec un fonds ancien de traductions latines et grecques, de nobles collections d'auteurs classiques et quelques nouveautés uniquement destinées aux adultes. 

#### Bibliothèque départementale de Prêt
La Bibliothèque centrale de Prêt ouvre ses portes en 1956 dans une des ailes du bâtiment. 
"En dehors de la ville de Saint-Denis et de sa Bibliothèque départementale, les seules collections de livres connues sont les bibliothèques d'établissements scolaires, rares, peu abondantes, mal renouvelées. Il paraît donc naturel que les écoles servent de point de diffusion des livres que la bibliothèque centrale de prêt s'apprête à mettre en circulation. [...] Les communes réunionnaises sont d'immenses territoires regroupant de nombreux quartiers et lieux-dits plus proches , eux, de la commune métropolitaines."
La section jeunesse est créée en 1962, la section Fonds Local voit le jour en 1978. Les Archives Départementales entrent dans de nouveaux locaux en 1971 au Chaudron (Saint-Denis) tandis que la Bibliothèque départementale de prêt s'installe au front de mer de Saint-Denis en 1972.
En 2004, la Bibliothèque départementale de prêt (BDP) est dissoute et certaines de ses missions sont récupérées par la Bibliothèque départementale (BD). La fusion des deux crée l'actuelle « Bibliothèque départementale de La Réunion » (BDR) qui rouvre en 2009. La bibliothèque est devenue Pôle associé de la Bibliothèque Nationale de France en 2005,.

## Missions
La BdR a pour vocation de conserver et de valoriser le patrimoine littéraire réunionnais et de l'océan Indien. Elle se veut soutien des professionnels des métiers du Livre.
La Bibliothèque Départementale ne fait pas de prêt, mais permet la consultation de documents sur place. Des prêts exceptionnels sont possibles.

## Liste des responsables
| Noms                  | Dates     |
| --------------------- | --------- |
| Jules Codine          | 1855-1866 |
| Antoine Savignon      | 1866-1881 |
| M. Richard            | 1881-1894 |
| Rodolphe Ducasse      | 1895-1896 |
| Emile Godefroy        | 1897-1900 |
| Paul Baumevielle      | 1900-1935 |
| Adrien Merlo          | 1935-1937 |
| Eugène Massinot       | 1938-1962 |
| Yves Drouhet          | 1962-1981 |
| Alain-Marcel Vauthier | 1981-2008 |
| Laurence Macé         | 2009-2017 |
| Pierre-Henri Aho      | 2017-.... |

## Liste des expositions organisées par la BdR
| Exposition                                                                                 | Période      | Lien                                                |
| ------------------------------------------------------------------------------------------ | ------------ | --------------------------------------------------- |
| Mémoires de livres, mémoire d'une île                                                      | 2005-2006    |                                                     |
| Le bicentenaire de Leconte de Lisle à travers les collections patrimoniales du Département | 2018-2019    | https://www.calameo.com/books/00522093390c329c6ef76 |
| De Potémont à Tiburce : aux sources de la BD réunionnaise                                  | 2019         | https://www.calameo.com/books/005220933318c3fa012de |
| Ziskakan ... ziska fé klér ! : karantan                                                    | 2019-2020    | https://www.ziskafekler.re/                         |
| Magma & météore, vie et œuvre de Boris Gamaleya (1930-2019)                                | 2021-2022    | https://borisgamaleya.re/                           |
| Libris, poèmes à l'infini                                                                  | 2022-2023    |                                                     |
| Lémurie : Jules Hermann et le continent invisible                                          | 2023-...     |                                                     |
| Hommage à Marguerite Jauzelon (1917-2023)                                                  | Février 2024 |                                                     |